# Gesztenyepenész
A gesztenyepenész (Cryphonectria parasitica) tagja a gombák ascomycota tömlősgombák kategóriájának és a legfőbb okozója a gesztenyefélék penészes megbetegedéseinek, amely az amerikaigesztenye-fák pusztító növénybetegsége, amely tömeges fapusztulást okozott az 1900-as évek elején a Kelet-Egyesült Államok sűrű gesztenyeerdőiben.

## Áttekintés
A gesztenyepenész véletlenül került be az Egyesült Államokba az 1900-as évek elején, vagy importált gesztenye faáruval, vagy behozott élő gesztenyecsemetéken keresztül. 1905-ben William Murrill amerikai mikológus tanulmányozta a betegséget, elszigetelte és leírta, hogy ez a gombafaj felelős a betegség kialakulásáért, majd ennek az elkülönített gombatenyészetnek az élő, egészséges fákba való beoltásával bizonyította, hogy ez az a gomba, amely ezen növények megbetegedéseit okozza. 1940-re szinte a teljes felnőtt gesztenyefa-állományt kiirtotta a betegség.
Fertőzött, Ázsiából származó egyedeket már 1904-ben azonosítottak Long Islanden. A penészgombák forrása lehetett akár Japán, akár Kína is. A Japánból és a Kínából származó gesztenyefák mutatnak némi ellenállóképességet a fertőzéssel szemben, mert megfertőződött példányaik nem minden esetben pusztulnak el a betegség hatására. Közel 40 év leforgása alatt a nagyjából 4 milliárd egyedre becsült amerikai gesztenyefa-állomány gyakorlatilag elpusztult és mindössze csak néhány facsoportnyi maradt belőlük az Államok nyugati partvidékén Kalifornia és a Csendes-óceáni partvidék északnyugati részein. A betegség következményeképpen az amerikai gesztenyefa, mint faáru, gyakorlatilag teljesen eltűnt a piacról, és néhány évtizeden keresztül kizárólag, mint újrahasznosított faáru létezett, amelyet korábbi épületek bontásakor tettek félre, újrahasznosítás céljából. A gyökérgyűrűje és gyökérrendszere a gesztenyefáknak ennél azért ellenállóbbnak bizonyult a gomba pusztításával szemben, és ennek eredményeképpen hamarosan friss tőhajtások kezdtek sarjadni a korábban elpusztult föld feletti részek helyén. Ennek ellenére az újonnan kihajtott növények ritkán tudtak csak ismét termőre fordulni, hiszen a betegség újból és újból megtámadta őket. Emiatt csak élő fatuskók maradtak, hiszen akármennyire is sikerült kihajtaniuk, a betegség ismételten elpusztította a fiatal fákat. Ez éppen csak elegendőnek bizonyult ahhoz, hogy genetikai anyagaikat átörökítsék és Ázsiából származó ellenállóbb gesztenyefákba oltsák azt. Az 1930-as években különböző erőfeszítések indultak annak érdekében, hogy megmentsék és újratelepítsék a faállományt. and many other places in the United States.
Korábban voltak olyan erdők, ahol minden negyedik fa vad amerikai gesztenyefa volt. Ilyen terület volt az Appalache-hegység is. A felnőtt fák törzse gyakran egyenes volt és mintegy 30 méter magasra is megnőttek és törzsük átmérője elérte a 4,2 méteres vastagságot is. Három évszázadon keresztül a legtöbb csűrt és a farmépületeket amerikai gesztenyefából építették a Mississippitől keletre. A gesztenyepenész szinte teljesen kiirtotta a keleti partvidék gesztenyefa-állományát. Az amerikai chinquapin gesztenyék szintén nagyon érzékenyek a betegséggel szemben. A legjobban ellenálló fajok a Japánból és Kínából származó fajták, melyeket különböző nemesítési folyamatok során kereszteznek a megmaradt amerikai fajták génállományával, amely hibridek már teljesen ellenállóak a betegség támadásaival szemben.
A gomba szélnek eresztett apró spórái segítségével szaporodik és enyhébb fokú fertőzés esetén a gombatelep akár már egy nagyobb esőzés hatására lemosódhat a gazdanövényről. A fertőzés helyben, kis területen terjed, amit az is bizonyít, hogy egyes elszigetelt helyen lévő növények, amelyek 10 kilométeres közelében nem voltak más gesztenyék, nem fertőződtek meg. Valamint létezik két olyan kórokozó vírustörzs is, amely kifejezetten ezt a gombafajt pusztítja.
Egy túlélő idősebb facsoportra bukkantak 2006-ban az Amerikai Nemzeti Erőforrások Minisztériumának dolgozói a georgiai F. D. Roosevelt State Parkban.
A túlélő fákat külön tenyésztik az Amerikai Gesztenye Alapítvány támogatásával, amelynek célja, hogy a 21. század első évtizedeire olyan amerikaigesztenye-erdőt hozzanak létre, amely már ellenálló.

## Tünetei
A gomba spórák útján szaporodik, amelyek a fák kisebb-nagyobb felületi sérülésein keresztül, a kéreg alá bejutnak, majd megkezdődik csírázási folyamatuk, mely során felélik a fák, kambriumban található tápanyagait és a fertőzés elterjed szerte a növény szöveteiben. A legelső tünete a fertőzésnek egy kisebb, narancssárgás-barnás színezetű folt a törzs, az ágak, vagy a gallyak kérgén.  A mélyebb rétegekbe eljutó üszkösödés micelliális szöveteket képez és szétterjed a kéreg alatt. Ahogyan a gomba szövetei szétterjednek a növény belsejében, különböző mérgező anyagok szabadulnak fel belőle, melyből a legismertebb az oxálsav. Ez a sav fokozatosan lecsökkenti a fa élőszöveteinek pH értékét 5.5-ről a sejtek számára pusztító 2.8-as pH szintre. Az üszkösödés végül a fa minden szövetébe eljut és végül elpusztítja a teljes növényt. A konídium sárga nyúlványai figyelhetőek meg esős időjárás esetén, amelyek a gombatestből nőnek ki.

## Fajmentő programok
Létezik egy megközelítőleg 2500 egyedet számláló amerikaigesztenye-erdő a Wisconsin állambeli West Salem közelében, amely a legnagyobb amerikaigesztenye-maradványerdő a világon. Ezek a fák még azoknak a fáknak az utódai, amelyeket még Martin Hicks ültetett, aki egy korai telepes volt a vidéken. Az 1800-as évek végén Hicks kevesebb, mint egy tucat fát ültetett a vidéken. Mivel a gesztenye legfőbb előfordulási helyeitől távol helyezkedik el az ültetvény, sikerült megúsznia a gesztenyepenész elsődleges támadásait, de 1987-ben a tudósok itt is felfedezték a betegséget. A kutatók most azon dolgoznak, hogy megmentsék a fákat. Egy hosszabb távú elképzelés szerint az amerikai gesztenyét szeretné visszatelepíteni a keleti part erdejeibe több egyetem és alapítvány, melyek a következők: Amerikai Gesztenye Alapítvány, a Nemzeti Erőforrások Minisztériumának Wisconsin Állambeli Kirendeltsége, az Egyesült Államok Mezőgazdasági Minisztériumának Erdészeti Szolgálata, a Nyugat-Virginia Egyetem, a Michigan Állami Egyetem és a Cornell Egyetem.

## Hibrid gesztenye fajok
Mióta a gesztenyepenész felütötte a fejét az amerikai kontinensen, azóta számos kutató és növénynemesítő szakember küzd azért, hogy minél ellenállóbb és életképesebb gesztenyefajtákat tenyésszenek ki, anélkül, hogy ez jelentős mutációt okozna az amerikai gesztenye alapvető tulajdonságait meghatározó génállományában. Az 1950-es évek elején James Carpenter felfedezett egy nagyobb élő amerikai gesztenyeligetet Ohio-ban, Salem városa mellett, amelyben már elpusztult és pusztulófélben lévő egyedek váltakoztak egymással. Ez bebizonyította számára, hogy nem evidens, hogy a gesztenyefák teljesen ki vannak szolgáltatva a kórokozó fertőzésének.  Carpenter küldött néhány példányt a növénynemesítéssel foglalkozó Dr. Robert T. Dunstan számára, aki Észak-Karolina Greensboro nevű városában tevékenykedett. Dunstan vesszőket oltott ezen növényekből a többi gyöktörzs részébe és a kifejlődő példányok igen szépen növekedésnek indultak. Három keresztbeporzású kínai fajtát használt ehhez, melyek a "Kulling", a "Meiling" és a "Nanking" voltak. Az ennek eredményeképpen létrejött gesztenyefajt Dunstan gesztenyének hívják. A kereskedelmi forgalom számára viszonylag hátrányosan hatott, hogy a Dunstan hibrid magassága mindössze a 7,5 métert érte csak el.

## Fordítás
Ez a szócikk részben vagy egészben  a   Chestnut blight című angol Wikipédia-szócikk ezen változatának fordításán alapul.  Az eredeti cikk szerkesztőit annak laptörténete sorolja fel. Ez a jelzés csupán a megfogalmazás eredetét és a szerzői jogokat jelzi, nem szolgál a cikkben szereplő információk forrásmegjelöléseként.